# Distilirella curvinervosa
Distilirella curvinervosa är en stekelart som beskrevs av Van Achterberg 1979. Distilirella curvinervosa ingår i släktet Distilirella och familjen bracksteklar. Inga underarter finns listade i Catalogue of Life.